# Aeroportul Lloydminster
Aeroportul Lloydminster (IATA: YLL, ICAO: CYLL) este un aeroport din Alberta, Canada ce deservește zona Lloydminster⁠(d). A fost numit după zona deservită.
Situat la o altitudine de 669 m, aeroportul dispune de o singură pistă.